# Cabana de Bergantiños
Cabana de Bergantiños – gmina w Hiszpanii, w prowincji A Coruña, w Galicji, o powierzchni 100,23 km². W 2011 roku gmina liczyła 4759 mieszkańców.